# London Towers
Die London Towers waren ein professioneller Basketballverein aus London in England. Der Verein wurde 1984 als Tower Hamlets gegründet und nahm zunächst als London Docklands ab 1989 in der geschlossenen Profiliga British Basketball League (BBL) teil. Ab 1991 nannte man sich London Towers und spielte ab 1994 in der Wembley Arena und nach Fusion mit Crystal Palace ab 1998 zusätzlich noch im Crystal Palace National Sports Centre. Unter dem Namen Towers gewann man zwei Meisterschaften 1997 und 1999 in der BBL und nahm auch zweimal am höchsten europäischen Vereinswettbewerb EuroLeague zu deren Anfangszeiten teil. 2006 musste der Spielbetrieb in der BBL eingestellt werden und 2009 stellte auch die in der dritten Division der English Basketball League spielende semiprofessionelle, vorherige zweite Mannschaft ihren Betrieb ein.

## Bekannte Spieler
| - / Danny Lewis 1994–2000 - Steve Bucknall 1995/96, 1999–2001 - Marco Baldi 1997/98 - Dwayne Morton 1998/99 - Eric Taylor 2000/01 - / Peter van Elswyk 2000 | - / Brett Eppehimer 2001/02 - / Jeffrey M. Kent 2001/02 - Stuart Robbins 2001–2003 - / Robert Youngblood 2001–2004 - / Ricardo Greer 2003/04 - Spencer Dunkley 2003/04 |

## Bekannte Trainer
- Kevin Cadle 1994–1998
- Ron Abegglen 1999/2000
- Nick Nurse 2000/01